# 7607 Billmerline
7607 Billmerline (1995 SB13) là một tiểu hành tinh vành đai chính được phát hiện ngày 18 tháng 9 năm 1995 bởi Spacewatch ở Kitt Peak.